# Vasegerszeg
Vasegerszeg ist eine ungarische Gemeinde im Kreis Sárvár im Komitat Vas.

## Geografische Lage
Vasegerszeg liegt im westlichen Teil Ungarns, 28 Kilometer nordöstlich des Komitatssitzes Szombathely, 13,5 Kilometer nördlich
der Kreisstadt Sárvár und einen Kilometer vom Fluss Répce entfernt. Nachbargemeinden sind Nagygeresd, Tompaládony, Vámoscsalád, Uraiújfalu, Hegyfalu und Zsédeny.

## Geschichte
Die erste urkundliche Erwähnung des Ortes war 1221. Die Gemeinde entstand 1937 durch den Zusammenschluss der Orte
Ivánegerszeg und Keményegerszeg. Der Name der Gemeinde dürfte sich von den ehemaligen Gutsbesitzern von Keményegerszeg, der Grafen Arz von Vasegg ableiten.

## Sehenswürdigkeiten
- Bethlen-Krypta
- Evangelische Kirche, erbaut in der zweiten Hälfte des 18. Jahrhunderts im barocken Stil
- Heimatmuseum
- Römisch-katholische Kirche Nagyboldogasszony, erbaut 1733 im barocken Stil
- Schloss Markusovszky (Markusovszky kastély)

## Verkehr
Durch Vasegerszeg verläuft die Hauptstraße Nr. 86. Die Gemeinde liegt an der Eisenbahnstrecke zwischen Csorna und Szombathely. Es bestehen Busverbindungen nach Répcelak, Sárvár und Szombathely.